# Mauro Esposito
Mauro Esposito (Torre del Greco, 13 giugno 1979) è un allenatore di calcio ed ex calciatore italiano, di ruolo attaccante, tecnico delle giovanili del Pescara.

## Biografia
È sposato con Alessandra Sottili, dalla quale ha avuto due figli, Daniel e Nicolas.

## Caratteristiche tecniche
Attaccante esterno, rapido negli inserimenti in area di rigore e abile sotto rete. Nasce inizialmente come mezz'ala, per poi diventare seconda punta. Con l'arrivo di Nedo Sonetti sulla panchina del Cagliari si adatta al ruolo di attaccante esterno.

## Carriera

### Club

#### Inizi
Compie i suoi primi passi nella scuola calcio della Virtus di Somma Vesuviana, sotto la guida di mr. Aldo De Stefano, 
 dove viene notato da Pierpaolo Marino che lo porta a Pescara, entrando nel settore giovanile della squadra. Esordisce in Serie B il 25 gennaio 1998 in Reggiana-Pescara (1-0), subentrando al 67' al posto di Sossio Aruta. Termina l'annata con 8 presenze. Mette a segno la sua prima rete tra i professionisti il 6 settembre 1998 in Verona-Pescara (4-1).
La stagione seguente passa all'Udinese. Esordisce in Serie A il 7 novembre 1999 in Lecce-Udinese (1-0), subentrando al 31' della ripresa al posto di Régis Genaux. Conclude la stagione con 6 presenze. Nella sessione invernale di mercato passa al Pescara, in prestito.

#### Cagliari
Il 14 settembre 2001 passa in prestito con diritto di riscatto della metà al Cagliari, in Serie B. Esordisce da titolare con i sardi il 30 settembre contro il Napoli (0-0), venendo sostituito al 21' della ripresa da Emiliano Melis. Mette a segno la sua prima rete in campionato il 25 novembre contro l'Ancona, su calcio di rigore. Il 26 giugno 2002 il Cagliari ne riscattà la metà del cartellino. Il 29 maggio 2004 il Cagliari viene promosso in Serie A. Il 24 giugno 2004 la comproprietà viene risolta a favore della società sarda.
Il 6 febbraio 2005, nella vittoria per 3-1 sul Lecce, realizza la prima doppietta in massima serie. Nella prima annata in massima serie Esposito segna la bellezza di 16 gol, rivelandosi uno dei migliori marcatori del torneo e portando il Cagliari a una salvezza tranquilla. Inoltre contribuisce a far arrivare la squadra fino alle semifinali di Coppa Italia, segnando 3 gol.
La stagione successiva non è all'altezza della precedente, con 6 gol in campionato e 2 in Coppa Italia. Il 5 gennaio 2007 - nel corso di una sessione di allenamento - riporta la lesione del legamento crociato anteriore e del menisco mediale del ginocchio destro, che gli fa chiudere anzitempo la stagione, con 21 presenze e 2 reti, una in Serie A e una in Coppa Italia.
Conclude la sua parentesi in maglia rossoblu dopo sei anni, 216 presenze e 64 reti complessive.

#### Roma e i prestiti a Chievo e Grosseto
Il 4 luglio 2007 passa in compartecipazione alla Roma per 2 milioni di euro, firmando un contratto triennale. Esordisce in campionato il 26 settembre contro la Fiorentina (2-2 il finale), subentrando nei minuti finali a Cicinho. Il 2 ottobre fa il suo debutto in Champions League in Manchester United-Roma (1-0), sostituendo Giuly al 35' della ripresa. Conclude l'annata con 16 presenze. Il 25 giugno 2008 la compartecipazione viene risolta a favore della Roma.
Il 31 agosto 2008 passa in prestito con diritto di riscatto al Chievo. Esordisce con i clivensi il 14 settembre in Lecce-Chievo (2-0), valida per la seconda giornata di campionato, subentrando al 5' della ripresa al posto di Antimo Iunco. Conclude la stagione con 27 presenze e nessun gol, non venendo riscattato e facendo ritorno alla Roma.
Il 27 gennaio 2010 viene ceduto in prestito al Grosseto, in Serie B. Esordisce con i toscani l'8 febbraio in Gallipoli-Grosseto (2-2), realizzando il secondo goal dei biancorossi. Il 30 giugno scade il contratto che lo legava ai giallorossi, rimanendo svincolato.

#### Atletico Roma
Il 13 settembre 2010 sottoscrive un contratto annuale con l'Atletico Roma, in Lega Pro Prima Divisione. Esordisce in campionato il 19 settembre in Foligno-Atletico Roma (0-1), subentrando al 79' a Babú. Il 3 ottobre in Lucchese-Atletico Roma (0-2), realizza a 2' minuti dal suo ingresso in campo, la sua prima rete in campionato. A causa del fallimento della società  rimane senza contratto.

#### Esperienza nel campionato UISP di Pescara e beach soccer
A circa due anni dal suo ultimo ingaggio, abbandonato il calcio professionistico in mancanza di offerte soddisfacenti, il 2 febbraio 2013 viene ingaggiato dalla Società Sportiva Quelli della Notte, club amatoriale iscritto al campionato di Serie A della UISP Lega Calcio Pescara. Il 22 aprile conquista il Campionato Provinciale, nel corso del quale colleziona 7 presenze e 12 reti. Il 28 maggio 2013 conquista anche la Coppa Italia.
La stagione seguente si apre con la vittoria della Coppa di Lega, mentre il Campionato Provinciale si conclude col 3º posto finale.
Il 9 giugno 2014 conclude la propria stagione con la conquista del Titolo Regionale.
Nell’estate 2018 partecipa al Mundial di beach soccer con la Nazionale italiana insieme ad altri ex calciatori professionisti.

### Nazionale
Ha esordito in Nazionale il 9 ottobre 2004 in Slovenia-Italia (1-0), partita valevole per le qualificazioni ai Mondiali 2006, giocando titolare e venendo sostituito al 69' da Stefano Fiore. In totale conta 6 presenze con gli azzurri.

### Allenatore
Dal luglio 2018 è il vice di Luciano Zauri nella Primavera del Pescara Calcio.
Nella stagione successiva viene nominato tecnico dell’under 13 del Pescara Calcio.

## Riconoscimenti
Il Cagliari lo ha inserito nella sua Hall of Fame.

## Statistiche

### Presenze e reti nei club
Statistiche aggiornate al 17 aprile 2011.
| Stagione        | Squadra         | Campionato      | Campionato | Campionato | Coppe nazionali | Coppe nazionali | Coppe nazionali | Coppe continentali | Coppe continentali | Coppe continentali | Altre coppe | Altre coppe | Altre coppe | Totale | Totale |
| Stagione        | Squadra         | Comp            | Pres       | Reti       | Comp            | Pres            | Reti            | Comp               | Pres               | Reti               | Comp        | Pres        | Reti        | Pres   | Reti   |
| --------------- | --------------- | --------------- | ---------- | ---------- | --------------- | --------------- | --------------- | ------------------ | ------------------ | ------------------ | ----------- | ----------- | ----------- | ------ | ------ |
| 1996-1997       | Pescara         | B               | 0          | 0          | CI              | 0               | 0               | -                  | -                  | -                  | -           | -           | -           | 0      | 0      |
| 1997-1998       | Pescara         | B               | 8          | 0          | CI              | 0               | 0               | -                  | -                  | -                  | -           | -           | -           | 8      | 0      |
| 1998-1999       | Pescara         | B               | 38         | 12         | CI              | 0               | 0               | -                  | -                  | -                  | -           | -           | -           | 38     | 12     |
| 1999-2000       | Udinese         | A               | 6          | 0          | CI              | 2               | 1               | CU                 | 1                  | 0                  | -           | -           | -           | 9      | 1      |
| 2000-gen. 2001  | Udinese         | A               | 3          | 0          | CI              | 2               | 1               | Int+CU             | 5+2                | 0                  | -           | -           | -           | 12     | 1      |
| Totale Udinese  | Totale Udinese  | Totale Udinese  | 9          | 0          |                 | 4               | 2               |                    | 8                  | 0                  |             | -           | -           | 21     | 2      |
| gen.-giu. 2001  | Pescara         | B               | 18         | 4          | CI              | -               | -               | -                  | -                  | -                  | -           | -           | -           | 18     | 4      |
| Totale Pescara  | Totale Pescara  | Totale Pescara  | 64         | 16         |                 | 0               | 0               |                    | -                  | -                  |             | -           | -           | 64     | 16     |
| 2001-2002       | Cagliari        | B               | 32         | 7          | CI              | 2               | 1               | -                  | -                  | -                  | -           | -           | -           | 34     | 8      |
| 2002-2003       | Cagliari        | B               | 37         | 11         | CI              | 3               | 0               | -                  | -                  | -                  | -           | -           | -           | 40     | 11     |
| 2003-2004       | Cagliari        | B               | 40         | 17         | CI              | 1               | 1               | -                  | -                  | -                  | -           | -           | -           | 41     | 18     |
| 2004-2005       | Cagliari        | A               | 34         | 16         | CI              | 4               | 3               | -                  | -                  | -                  | -           | -           | -           | 38     | 19     |
| 2005-2006       | Cagliari        | A               | 38         | 6          | CI              | 5               | 2               | -                  | -                  | -                  | -           | -           | -           | 43     | 8      |
| 2006-2007       | Cagliari        | A               | 18         | 1          | CI              | 3               | 1               | -                  | -                  | -                  | -           | -           | -           | 21     | 2      |
| Totale Cagliari | Totale Cagliari | Totale Cagliari | 199        | 58         |                 | 18              | 8               |                    | -                  | -                  |             | -           | -           | 217    | 66     |
| 2007-2008       | Roma            | A               | 8          | 0          | CI              | 2               | 0               | UCL                | 6                  | 0                  | SI          | 0           | 0           | 16     | 0      |
| 2008-2009       | Chievo          | A               | 27         | 0          | CI              | -               | -               | -                  | -                  | -                  | -           | -           | -           | 27     | 0      |
| 2009-gen. 2010  | Roma            | A               | 0          | 0          | CI              | 1               | 0               | UEL                | 0                  | 0                  | -           | -           | -           | 1      | 0      |
| Totale Roma     | Totale Roma     | Totale Roma     | 8          | 0          |                 | 3               | 0               |                    | 6                  | 0                  |             | 0           | 0           | 17     | 0      |
| gen.-giu. 2010  | Grosseto        | B               | 18         | 4          | CI              | -               | -               | -                  | -                  | -                  | -           | -           | -           | 18     | 4      |
| 2010-2011       | Atletico Roma   | 1D              | 19         | 5          | CI+CI-LP        | 0+2             | 0               | -                  | -                  | -                  | -           | -           | -           | 21     | 5      |
| Totale carriera | Totale carriera | Totale carriera | 344        | 83         |                 | 27              | 10              |                    | 14                 | 0                  |             | 0           | 0           | 385    | 93     |

### Cronologia presenze e reti in nazionale
| Cronologia completa delle presenze e delle reti in nazionale ― Italia | Cronologia completa delle presenze e delle reti in nazionale ― Italia | Cronologia completa delle presenze e delle reti in nazionale ― Italia | Cronologia completa delle presenze e delle reti in nazionale ― Italia | Cronologia completa delle presenze e delle reti in nazionale ― Italia | Cronologia completa delle presenze e delle reti in nazionale ― Italia | Cronologia completa delle presenze e delle reti in nazionale ― Italia | Cronologia completa delle presenze e delle reti in nazionale ― Italia |
| Data                                                                  | Città                                                                 | In casa                                                               | Risultato                                                             | Ospiti                                                                | Competizione                                                          | Reti                                                                  | Note                                                                  |
| --------------------------------------------------------------------- | --------------------------------------------------------------------- | --------------------------------------------------------------------- | --------------------------------------------------------------------- | --------------------------------------------------------------------- | --------------------------------------------------------------------- | --------------------------------------------------------------------- | --------------------------------------------------------------------- |
| 9-10-2004                                                             | Celje                                                                 | Slovenia                                                              | 1 – 0                                                                 | Italia                                                                | Qual. Mondiali 2006                                                   | -                                                                     | 69’                                                                   |
| 17-11-2004                                                            | Messina                                                               | Italia                                                                | 1 – 0                                                                 | Finlandia                                                             | Amichevole                                                            | -                                                                     | 46’                                                                   |
| 9-2-2005                                                              | Cagliari                                                              | Italia                                                                | 2 – 0                                                                 | Russia                                                                | Amichevole                                                            | -                                                                     | 46’                                                                   |
| 30-3-2005                                                             | Padova                                                                | Italia                                                                | 0 – 0                                                                 | Islanda                                                               | Amichevole                                                            | -                                                                     |                                                                       |
| 8-6-2005                                                              | Toronto                                                               | Italia                                                                | 1 – 1                                                                 | Serbia e Montenegro                                                   | Amichevole                                                            | -                                                                     | 35’                                                                   |
| 16-8-2006                                                             | Livorno                                                               | Italia                                                                | 0 – 2                                                                 | Croazia                                                               | Amichevole                                                            | -                                                                     | 46’                                                                   |
| Totale                                                                |                                                                       | Presenze                                                              | 6                                                                     |                                                                       | Reti                                                                  | 0                                                                     |                                                                       |

## Palmarès

### Competizioni internazionali
- Coppa Intertoto UEFA: 1

Udinese: 2000

### Competizioni nazionali
- Supercoppa italiana: 1

Roma: 2007
- Coppa Italia: 1

Roma: 2007-2008